# 60ste Oscaruitreiking
De 60ste Oscaruitreiking, waarbij prijzen werden uitgereikt aan de beste prestaties in films uit 1987, vond plaats op 11 april 1988 in het Shrine Auditorium in Los Angeles. De ceremonie werd voor de tweede keer gepresenteerd door de Amerikaanse acteur Chevy Chase. De genomineerden werden op 16 februari bekendgemaakt door Robert Wise, voorzitter van de Academy, en actrice Shirley MacLaine in het Samuel Goldwyn Theater te Beverly Hills.
De grote winnaar van de avond was The Last Emperor, met in totaal negen nominaties en negen Oscars.

## Winnaars en genomineerden
De winnaars staan bovenaan in vet lettertype.

#### Beste film
- The Last Emperor
  - Broadcast News
  - Fatal Attraction
  - Hope and Glory
  - Moonstruck

#### Beste regisseur
- Bernardo Bertolucci - The Last Emperor
  - John Boorman - Hope and Glory
  - Norman Jewison - Moonstruck
  - Lasse Hallström - My Life as a Dog
  - Adrian Lyne - Fatal Attraction

#### Beste mannelijke hoofdrol
- Michael Douglas - Wall Street
  - William Hurt - Broadcast News
  - Marcello Mastroianni - Dark Eyes
  - Jack Nicholson - Ironweed
  - Robin Williams - Good Morning, Vietnam

#### Beste vrouwelijke hoofdrol
- Cher - Moonstruck
  - Glenn Close - Fatal Attraction
  - Holly Hunter - Broadcast News
  - Sally Kirkland - Anna
  - Meryl Streep - Ironweed

#### Beste mannelijke bijrol
- Sean Connery - The Untouchables
  - Albert Brooks - Broadcast News
  - Morgan Freeman - Street Smart
  - Vincent Gardenia - Moonstruck
  - Denzel Washington - Cry Freedom

#### Beste vrouwelijke bijrol
- Olympia Dukakis - Moonstruck
  - Norma Aleandro - Gaby: A True Story
  - Anne Archer - Fatal Attraction
  - Anne Ramsey - Throw Momma from the Train
  - Ann Sothern - The Whales of August

#### Beste originele scenario
- Moonstruck - John Patrick Shanley
  - Au Revoir les Enfants (Goodbye, Children) - Louis Malle
  - Broadcast News - James L. Brooks
  - Hope and Glory - John Boorman
  - Radio Days - Woody Allen

#### Beste bewerkte scenario
- The Last Emperor - Mark Peploe en Bernardo Bertolucci
  - The Dead - Tony Huston
  - Fatal Attraction - James Dearden
  - Full Metal Jacket - Stanley Kubrick, Michael Herr en Gustav Hasford
  - My Life as a Dog - Lasse Hallström, Reidar Jönsson, Brasse Brännström en Per Berglund

#### Beste niet-Engelstalige film
- Babette's Feast - Denemarken
  - Au Revoir les Enfants (Goodbye, Children) - Frankrijk
  - Course Completed - Spanje
  - The Family - Italië
  - Pathfinder - Noorwegen

#### Beste documentaire
- The Ten-Year Lunch: The Wit and Legend of the Algonquin Round Table - Aviva Slesin
  - Eyes on the Prize: America's Civil Rights Years/Bridge to Freedom 1965 - Callie Crossley en James A. DeVinney
  - Hellfire: A Journey from Hiroshima - John Junkerman en John W. Dower
  - Radio Bikini - Robert Stone
  - A Stitch for Time - Barbara Herbich en Cyril Christo

#### Beste camerawerk
- The Last Emperor - Vittorio Storaro
  - Broadcast News - Michael Ballhaus
  - Empire of the Sun - Allen Daviau
  - Hope and Glory - Philippe Rousselot
  - Matewan - Haskell Wexler

#### Beste montage
- The Last Emperor - Gabriella Cristiani
  - Broadcast News - Richard Marks
  - Empire of the Sun - Michael Kahn
  - Fatal Attraction - Michael Kahn en Peter E. Berger
  - RoboCop - Frank J. Urioste

#### Beste artdirection
- The Last Emperor - Ferdinando Scarfiotti, Bruno Cesari en Osvaldo Desideri
  - Empire of the Sun - Norman Reynolds en Harry Cordwell
  - Hope and Glory - Anthony Pratt en Joan Woollard
  - Radio Days - Santo Loquasto, Carol Joffe, Les Bloom en George DeTitta jr.
  - The Untouchables - Patrizia Von Brandenstein, William A. Elliott en Hal Gausman

#### Beste originele muziek
- The Last Emperor - Ryuichi Sakamoto, David Byrne en Cong Su
  - Cry Freedom - George Fenton en Jonas Gwangwa
  - Empire of the Sun - John Williams
  - The Untouchables - Ennio Morricone
  - The Witches of Eastwick - John Williams

#### Beste originele nummer
- "(I've Had) The Time of My Life" uit Dirty Dancing - Muziek: Franke Previte, John DeNicola en Donald Markowitz, tekst: Franke Previte
  - "Cry Freedom" uit Cry Freedom - Muziek en tekst: George Fenton en Jonas Gwangwa
  - "Nothing's Gonna Stop Us Now" uit Mannequin - Muziek en tekst: Albert Hammond en Diane Warren
  - "Shakedown" uit Beverly Hills Cop II - Muziek: Harold Faltermeyer en Keith Forsey, tekst: Harold Faltermeyer, Keith Forsey en Bob Seger
  - "Storybook Love" uit The Princess Bride - Muziek en tekst: Willy DeVille

#### Beste geluid
- The Last Emperor - Bill Rowe en Ivan Sharrock
  - Empire of the Sun - Robert Knudson, Don Digirolamo, John Boyd en Tony Dawe
  - Lethal Weapon - Les Fresholtz, Dick Alexander, Vern Poore en Bill Nelson
  - RoboCop - Michael J. Kohut, Carlos de Larios, Aaron Rochin en Robert Wald
  - The Witches of Eastwick - Wayne Artman, Tom Beckert, Tom Dahl en Art Rochester

#### Beste geluidseffectbewerking
- RoboCop - Stephen Flick en John Pospisil[2]

#### Beste visuele effecten
- Innerspace - Dennis Muren, William George, Harley Jessup en Kenneth Smith
  - Predator - Joel Hynek, Robert M. Greenberg, Richard Greenberg en Stan Winston

#### Beste kostuumontwerp
- The Last Emperor - James Acheson
  - The Dead - Dorothy Jeakins
  - Empire of the Sun - Bob Ringwood
  - Maurice - Jenny Beavan en John Bright
  - The Untouchables - Marilyn Vance-Straker

#### Beste grime
- Harry and the Hendersons - Rick Baker
  - Happy New Year - Bob Laden

#### Beste korte film
- Ray's Male Heterosexual Dance Hall - Jonathan Sanger en Jana Sue Memel
  - Making Waves - Ann Wingate
  - Shoeshine - Robert A. Katz

#### Beste korte animatiefilm
- The Man Who Planted Trees - Frédéric Back
  - George and Rosemary - Eunice Macaulay
  - Your Face - Bill Plympton

#### Beste korte documentaire
- Young at Heart - Sue Marx en Pamela Conn
  - Frances Steloff: Memoirs of a Bookseller - Deborah Dickson
  - In the Wee Wee Hours... - Frank Daniel en Izak Ben-Meir
  - Language Says It All - Megan Williams
  - Silver into Gold - Lynn Mueller

### Irving G. Thalberg Memorial Award
- Billy Wilder

## Films met meerdere nominaties
De volgende films ontvingen meerdere nominaties:
| Nominaties | Film                                      | Awards |
| ---------- | ----------------------------------------- | ------ |
| 9          | The Last Emperor                          | 9      |
| 7          | Broadcast News                            |        |
| 6          | Empire of the Sun                         |        |
| 6          | Fatal Attraction                          |        |
| 6          | Moonstruck                                | 3      |
| 5          | Hope and Glory                            |        |
| 4          | The Untouchables                          | 1      |
| 3          | Cry Freedom                               |        |
| 3          | RoboCop                                   | 1      |
| 2          | Au Revoir les Enfants (Goodbye, Children) |        |
| 2          | The Dead                                  |        |
| 2          | Ironweed                                  |        |
| 2          | My Life as a Dog                          |        |
| 2          | Radio Days                                |        |
| 2          | The Witches of Eastwick                   |        |